# 중국 삼국 시대의 행정 구역

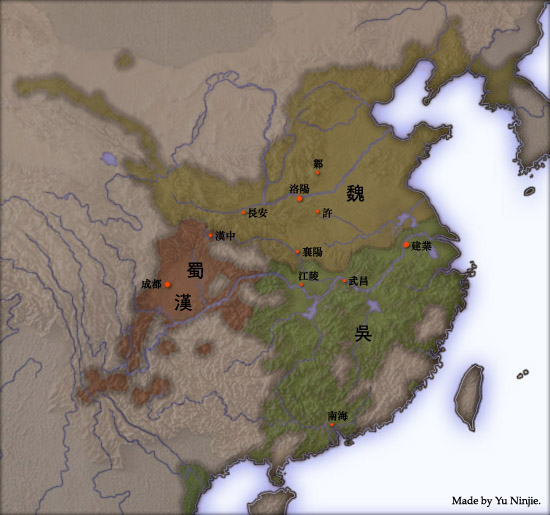
삼국 시대의 세력도

삼국 시대의 행정 구역은 중국 후한 말기의 주군현(州郡縣) 체제를 기반으로 이를 계속 사용하였다.

## 개요
삼국 시대의 행정 구역 제도는 중국 후한 말기의 행정 구역 제도와 유사하다. 후한 말기에 주자사(州刺史) · 주목(州牧)의 권한이 증대되었으며, 삼국 시대를 연 유비(劉備) · 조조(曹操) · 손권(孫權) 모두 주자사 (또는 주목)을 거쳤다.
삼국 시대에도 후한 13주 체제를 기반으로 하였으나, 군사적 상황에 따라 기존의 주(州)가 나뉘기도 하였다. 194년에 양주(凉州) 동부와 사례(司隸) 서부가 합쳐져 옹주(雍州)가 되었으며, 213년에 양주(凉州)가 옹주로 편입되었으나, 220년에 조위(曹魏)가 건국되자 원래대로 회복되었다. 형주(荊州)와 양주(揚州)는 장기간 동안 조위와 동오(東吳)로 나뉘어 다스려졌으며, 주의 크기가 컸기 때문에 많은 군(郡)이 증설되었다. 226년에 동오가 교주(交州)를 광주(廣州)로 나누었으며, 이후 원래대로 합쳐졌다가 다시 분할되었다. 중국 전역은 촉한(蜀漢) · 조위 · 동오의 모든 주를 합쳐서 총합 15개의 주로 나뉘게 되었다.
촉한 멸망 이후에 진(晉)은 익주(益州)를 동서로 나누어, 동부는 양주(梁州)가 되었다. 이후 다시 익주의 남부를 영주(寧州)로 나누었으며, 옹주 · 양주(凉州) · 양주(梁州)의 일부분이 합쳐져 진주(秦州)가 되었고, 유주(幽州)의 일부분을 평주(平州)로 나누었다. 그 뒤
진은 동오의 교주와 광주를 편입하면서 통일을 이루었으며, 중국 전역은 총합 19개의 주로 나뉘게 되었다.

## 행정 구역 목록
| 주          | 주도                    | 군                  | 현의 개수 |
| ----------- | ----------------------- | ------------------- | --------- |
| 사례 (司隸) | 낙양 (洛陽)             | 하남군 (河南郡)     | 22        |
| 사례 (司隸) | 낙양 (洛陽)             | 하내군 (河內郡)     | 10        |
| 사례 (司隸) | 낙양 (洛陽)             | 하동군 (河東郡)     | 10        |
| 사례 (司隸) | 낙양 (洛陽)             | 홍농군 (弘農郡)     | 7         |
| 사례 (司隸) | 낙양 (洛陽)             | 평양군 (平陽郡)     | 12        |
| 유주 (幽州  | 계현 (薊縣)             | 연국 (燕國)         | 10        |
| 유주 (幽州  | 계현 (薊縣)             | 범양군 (范陽郡)     | 8         |
| 유주 (幽州  | 계현 (薊縣)             | 우북평군 (右北平郡) | 4         |
| 유주 (幽州  | 계현 (薊縣)             | 어양군 (漁陽郡)     | 6         |
| 유주 (幽州  | 계현 (薊縣)             | 대군(代郡)          | 3         |
| 유주 (幽州  | 계현 (薊縣)             | 요서군 (遼西郡)     | 3         |
| 유주 (幽州  | 계현 (薊縣)             | 요동군 (遼東郡)     | 8         |
| 유주 (幽州  | 계현 (薊縣)             | 현도군 (玄菟郡)     | 3         |
| 유주 (幽州  | 계현 (薊縣)             | 낙랑군 (樂浪郡)     | 6         |
| 유주 (幽州  | 계현 (薊縣)             | 창려군 (昌黎郡)     | 2         |
| 유주 (幽州  | 계현 (薊縣)             | 대방군 (帶方郡)     | 7         |
| 기주 (冀州) | 신도 (信都)             | 안평군 (安平郡)     | 10        |
| 기주 (冀州) | 신도 (信都)             | 조국 (趙國)         | 9         |
| 기주 (冀州) | 신도 (信都)             | 거록군 (鉅鹿郡)     | 2         |
| 기주 (冀州) | 신도 (信都)             | 발해군 (勃海郡)     | 10        |
| 기주 (冀州) | 신도 (信都)             | 하간군 (河間郡)     | 10        |
| 기주 (冀州) | 신도 (信都)             | 청하군 (淸河郡)     | 7         |
| 기주 (冀州) | 신도 (信都)             | 중산국 (中山國)     | 9         |
| 기주 (冀州) | 신도 (信都)             | 상산군 (常山郡)     | 9         |
| 기주 (冀州) | 신도 (信都)             | 위군 (魏郡)         | 10        |
| 기주 (冀州) | 신도 (信都)             | 평원군 (平原郡)     | 8         |
| 기주 (冀州) | 신도 (信都)             | 낙릉국 (樂陵國)     | 5         |
| 기주 (冀州) | 신도 (信都)             | 양평군 (陽平郡)     | 8         |
| 기주 (冀州) | 신도 (信都)             | 광평군 (廣平郡)     | 15        |
| 병주 (并州) | 진양 (晉陽)             | 태원군 (太原郡)     | 14        |
| 병주 (并州) | 진양 (晉陽)             | 상당군 (上黨郡)     | 12        |
| 병주 (并州) | 진양 (晉陽)             | 서하군 (西河郡)     | 4         |
| 병주 (并州) | 진양 (晉陽)             | 안문군 (雁門郡)     | 4         |
| 병주 (并州) | 진양 (晉陽)             | 낙평군 (樂平郡)     | 4         |
| 병주 (并州) | 진양 (晉陽)             | 신흥군 (新興郡)     | 6         |
| 청주 (青州) | 임치 (臨淄)             | 제국 (齊國)         | 10        |
| 청주 (青州) | 임치 (臨淄)             | 제남국 (濟南國)     | 7         |
| 청주 (青州) | 임치 (臨淄)             | 낙안군 (樂安郡)     | 9         |
| 청주 (青州) | 임치 (臨淄)             | 동래군 (東萊郡)     | 6         |
| 청주 (青州) | 임치 (臨淄)             | 북해국 (北海國)     | 4         |
| 청주 (青州) | 임치 (臨淄)             | 성양군 (城陽郡)     | 12        |
| 서주 (徐州) | 하비 (下邳) 팽성 (彭城) | 하비군 (下邳郡)     | 15        |
| 서주 (徐州) | 하비 (下邳) 팽성 (彭城) | 팽성국 (彭城國)     | 6         |
| 서주 (徐州) | 하비 (下邳) 팽성 (彭城) | 동해국 (東海國)     | 11        |
| 서주 (徐州) | 하비 (下邳) 팽성 (彭城) | 낭야군 (琅邪郡)     | 8         |
| 서주 (徐州) | 하비 (下邳) 팽성 (彭城) | 광릉군 (廣陵郡)     | 9         |
| 연주 (兗州) | 늠구 (廪丘)             | 동군 (東郡)         | 8         |
| 연주 (兗州) | 늠구 (廪丘)             | 진류군 (陳留郡)     | 14        |
| 연주 (兗州) | 늠구 (廪丘)             | 제음군 (濟陰郡)     | 9         |
| 연주 (兗州) | 늠구 (廪丘)             | 산양군 (山陽郡)     | 7         |
| 연주 (兗州) | 늠구 (廪丘)             | 동평국 (東平國)     | 7         |
| 연주 (兗州) | 늠구 (廪丘)             | 제북국 (濟北國)     | 5         |
| 연주 (兗州) | 늠구 (廪丘)             | 태산군 (泰山郡)     | 11        |
| 연주 (兗州) | 늠구 (廪丘)             | 임성국 (任城國)     | 3         |
| 예주 (豫州) | 안성 (安城)             | 여남군 (汝南郡)     | 31        |
| 예주 (豫州) | 안성 (安城)             | 영천군 (潁川郡)     | 8         |
| 예주 (豫州) | 안성 (安城)             | 양국 (梁國)         | 6         |
| 예주 (豫州) | 안성 (安城)             | 패국 (沛國)         | 5         |
| 예주 (豫州) | 안성 (安城)             | 진군 (陳郡)         | 5         |
| 예주 (豫州) | 안성 (安城)             | 노군 (魯郡)         | 6         |
| 예주 (豫州) | 안성 (安城)             | 초군 (譙郡)         | 5         |
| 예주 (豫州) | 안성 (安城)             | 익양군 (弋陽郡)     | 5         |
| 옹주 (雍州) | 장안 (長安)             | 경조윤 (京兆尹)     | 11        |
| 옹주 (雍州) | 장안 (長安)             | 좌풍익 (左馮翊)     | 8         |
| 옹주 (雍州) | 장안 (長安)             | 우부풍 (右扶風)     | 7         |
| 옹주 (雍州) | 장안 (長安)             | 신평군 (新平郡)     | 2         |
| 옹주 (雍州) | 장안 (長安)             | 안정군 (安定郡)     | 5         |
| 옹주 (雍州) | 장안 (長安)             | 북지군 (北地郡)     | 2         |
| 양주 (凉州) | 고장 (姑臧)             | 무위군 (武威郡)     | 7         |
| 양주 (凉州) | 고장 (姑臧)             | 금성군 (金城郡)     | 5         |
| 양주 (凉州) | 고장 (姑臧)             | 장액군 (張掖郡)     | 3         |
| 양주 (凉州) | 고장 (姑臧)             | 주천군 (酒泉郡)     | 9         |
| 양주 (凉州) | 고장 (姑臧)             | 돈황군 (敦煌郡)     | 11        |
| 양주 (凉州) | 고장 (姑臧)             | 서군 (西郡)         | 5         |
| 양주 (凉州) | 고장 (姑臧)             | 서평군 (西平郡)     | 4         |
| 양주 (凉州) | 고장 (姑臧)             | 서해군 (西海郡)     | 1         |
| 양주 (凉州) | 고장 (姑臧)             | 농서군 (隴西郡)     | 7         |
| 양주 (凉州) | 고장 (姑臧)             | 한양군 (漢陽郡)     | 7         |
| 양주 (凉州) | 고장 (姑臧)             | 남안군 (南安郡)     | 3         |
| 양주 (凉州) | 고장 (姑臧)             | 광위군 (廣魏郡)     | 3         |
| 형주 (荊州) | 양양 (襄陽) 신야 (新野) | 남양군 (南陽郡)     | 22        |
| 형주 (荊州) | 양양 (襄陽) 신야 (新野) | 강하군 (江夏郡)     | 3         |
| 형주 (荊州) | 양양 (襄陽) 신야 (新野) | 양양군 (襄陽郡)     | 7         |
| 형주 (荊州) | 양양 (襄陽) 신야 (新野) | 남향군 (南鄕郡)     | 8         |
| 형주 (荊州) | 양양 (襄陽) 신야 (新野) | 위흥군 (魏興郡)     | 4         |
| 형주 (荊州) | 양양 (襄陽) 신야 (新野) | 신성군 (新城郡)     | 4         |
| 형주 (荊州) | 양양 (襄陽) 신야 (新野) | 상용군 (上庸郡)     | 5         |
| 양주 (揚州) | 수춘 (壽春)             | 회남군 (淮南郡)     | 10        |
| 양주 (揚州) | 수춘 (壽春)             | 여강군 (廬江郡)     | 9         |
| 양주 (揚州) | 수춘 (壽春)             | 안풍군 (安豐郡)     | 5         |

| 주          | 주도        | 군                          | 현의 개수 |
| ----------- | ----------- | --------------------------- | --------- |
| 양주 (揚州) | 건업 (建業) | 단양군 (丹陽郡)             | 16        |
| 양주 (揚州) | 건업 (建業) | 오군 (吳郡)                 | 10        |
| 양주 (揚州) | 건업 (建業) | 기춘군 (蘄春郡)             | 2         |
| 양주 (揚州) | 건업 (建業) | 회계군 (會稽郡)             | 10        |
| 양주 (揚州) | 건업 (建業) | 예장군 (豫章郡)             | 16        |
| 양주 (揚州) | 건업 (建業) | 여강군 (廬江郡)             | 2         |
| 양주 (揚州) | 건업 (建業) | 여릉군 (廬陵郡)             | 10        |
| 양주 (揚州) | 건업 (建業) | 파양군 (鄱陽郡)             | 9         |
| 양주 (揚州) | 건업 (建業) | 신도군 (新都郡)             | 6         |
| 양주 (揚州) | 건업 (建業) | 임천군 (臨川郡)             | 10        |
| 양주 (揚州) | 건업 (建業) | 임해군 (臨海郡)             | 7         |
| 양주 (揚州) | 건업 (建業) | 건안군 (建安郡)             | 9         |
| 양주 (揚州) | 건업 (建業) | 오흥군 (吳興郡)             | 9         |
| 양주 (揚州) | 건업 (建業) | 동양군 (東陽郡)             | 9         |
| 양주 (揚州) | 건업 (建業) | 비릉전농교위 (毗陵典農校尉) | 3         |
| 양주 (揚州) | 건업 (建業) | 여릉남부도위 (廬陵南部都尉) | 6         |
| 형주 (荊州) | 강릉 (江陵) | 남군 (南郡)                 | 9         |
| 형주 (荊州) | 강릉 (江陵) | 무릉군 (武陵郡)             | 11        |
| 형주 (荊州) | 강릉 (江陵) | 영릉군 (零陵郡)             | 10        |
| 형주 (荊州) | 강릉 (江陵) | 계양군 (桂陽郡)             | 6         |
| 형주 (荊州) | 강릉 (江陵) | 장사군 (長沙郡)             | 10        |
| 형주 (荊州) | 강릉 (江陵) | 무창군 (武昌郡)             | 6         |
| 형주 (荊州) | 강릉 (江陵) | 안성군 (安成郡)             | 6         |
| 형주 (荊州) | 강릉 (江陵) | 팽택군 (彭澤郡)             | 4         |
| 형주 (荊州) | 강릉 (江陵) | 의도군 (宜都郡)             | 3         |
| 형주 (荊州) | 강릉 (江陵) | 임하군 (臨賀郡)             | 6         |
| 형주 (荊州) | 강릉 (江陵) | 형양군 (衡陽郡)             | 10        |
| 형주 (荊州) | 강릉 (江陵) | 상동군 (湘東郡)             | 6         |
| 형주 (荊州) | 강릉 (江陵) | 건평군 (建平郡)             | 6         |
| 형주 (荊州) | 강릉 (江陵) | 천문군 (天門郡)             | 3         |
| 형주 (荊州) | 강릉 (江陵) | 소릉군 (昭陵郡)             | 5         |
| 형주 (荊州) | 강릉 (江陵) | 시안군 (始安郡)             | 7         |
| 형주 (荊州) | 강릉 (江陵) | 시흥군 (始興郡)             | 7         |
| 광주 (廣州) | 번우 (番愚) | 남해군 (南海郡)             | 6         |
| 광주 (廣州) | 번우 (番愚) | 창오군 (蒼梧郡)             | 11        |
| 광주 (廣州) | 번우 (番愚) | 울림군 (鬱林郡)             | 9         |
| 광주 (廣州) | 번우 (番愚) | 고량군 (高凉郡)             | 3         |
| 광주 (廣州) | 번우 (番愚) | 고흥군 (高興郡)             | 5         |
| 광주 (廣州) | 번우 (番愚) | 계림군 (桂林郡)             | 6         |
| 광주 (廣州) | 번우 (番愚) | 합포북부위 (合浦北部尉)     | 3         |
| 교주 (交州) | 용편 (龍編) | 교지군 (交趾郡)             | 14        |
| 교주 (交州) | 용편 (龍編) | 일남군 (日南郡)             | 5         |
| 교주 (交州) | 용편 (龍編) | 구진군 (九眞郡)             | 6         |
| 교주 (交州) | 용편 (龍編) | 합포군 (合浦郡)             | 5         |
| 교주 (交州) | 용편 (龍編) | 무평군 (武平郡)             | 7         |
| 교주 (交州) | 용편 (龍編) | 구덕군 (九德郡)             | 6         |
| 교주 (交州) | 용편 (龍編) | 신창군 (新昌郡)             | 4         |
| 교주 (交州) | 용편 (龍編) | 주애군 (朱崖郡)             | 2         |

| 주          | 주도        | 군                  | 현의 개수 |
| ----------- | ----------- | ------------------- | --------- |
| 익주 (益州) | 성도 (成都) | 촉군 (蜀郡)         | 7         |
| 익주 (益州) | 성도 (成都) | 건위군 (犍爲郡)     | 5         |
| 익주 (益州) | 성도 (成都) | 문산군 (汶山郡)     | 8         |
| 익주 (益州) | 성도 (成都) | 강양군 (江陽郡)     | 3         |
| 익주 (益州) | 성도 (成都) | 한가군 (漢嘉郡)     | 4         |
| 익주 (益州) | 성도 (成都) | 월수군 (越嶲郡)     | 6         |
| 익주 (益州) | 성도 (成都) | 주제군 (朱提郡)     | 5         |
| 익주 (益州) | 성도 (成都) | 건녕군 (建寧郡)     | 15        |
| 익주 (益州) | 성도 (成都) | 운남군 (云南郡)     | 8         |
| 익주 (益州) | 성도 (成都) | 흥고군 (興古郡)     | 10        |
| 익주 (益州) | 성도 (成都) | 장가군 (牂柯郡)     | 7         |
| 익주 (益州) | 성도 (成都) | 영창군 (永昌郡)     | 8         |
| 익주 (益州) | 성도 (成都) | 한중군 (漢中郡)     | 8         |
| 익주 (益州) | 성도 (成都) | 광한군 (廣漢郡)     | 5         |
| 익주 (益州) | 성도 (成都) | 동광한군 (東廣漢郡) | 4         |
| 익주 (益州) | 성도 (成都) | 파군 (巴郡)         | 5         |
| 익주 (益州) | 성도 (成都) | 재동군 (梓潼郡)     | 5         |
| 익주 (益州) | 성도 (成都) | 부릉군 (涪陵郡)     | 6         |
| 익주 (益州) | 성도 (成都) | 파동군 (巴東郡)     | 4         |
| 익주 (益州) | 성도 (成都) | 파서군 (巴西郡)     | 8         |
| 익주 (益州) | 성도 (成都) | 음평군 (陰平郡)     | 2         |
| 익주 (益州) | 성도 (成都) | 무도군 (武都郡)     | 5         |

## 참고 문헌
- 《후한서》 (後漢書)
- 《진서》 (晉書)